# Nothodoritis zhejiangensis
Nothodoritis zhejiangensis är en orkidéart som beskrevs av Zhan Huo Tsi. Nothodoritis zhejiangensis ingår i släktet Nothodoritis och familjen orkidéer. Inga underarter finns listade i Catalogue of Life.